# 杉田元司
杉田 元司（すぎた もとし、1951年7月28日 - ）は、日本の政治家。衆議院議員（1期）、愛知県議会議員（2期）を歴任した。

## 経歴
愛知県田原市生まれ。愛知県立成章高等学校、中央大学経済学部卒業。1975年に衆議院議員村田敬次郎の秘書となる。
1999年4月の愛知県議会議員選挙に自由民主党公認で立候補し初当選。同年に企業・商工委員、2000年に治安委員会、2001年に企画・環境委員会、2002年から愛知県議会農林水産委員、少子・高齢化特別委員会副委員長を歴任した。
2003年に再選。同年に愛知県議会運営委員会、産業労働委員会、2004年から建設委員会副委員長、議会運営委員会、総合防災対策委員会、2005年に産業労働委員長を歴任した。
2005年9月11日の第44回衆議院議員総選挙に、愛知14区から自由民主党公認で出馬。民主党前職の鈴木克昌に敗れたが、比例東海ブロックで復活し初当選した。当選後、清和政策研究会や83会に所属。
2009年8月30日の第45回衆議院議員総選挙に、愛知14区から自民党公認で出馬する。再び鈴木に敗れ、比例復活も叶わず落選。2010年12月中旬に政界引退を表明。
2012年11月11日の豊橋市長選挙に出馬。現職の佐原光一に敗れ落選（佐原：62,867票、杉田：55,671票）。
同年12月16日の第46回衆議院議員総選挙に、愛知15区に国替えして無所属で出馬するも落選した。

## 所属していた団体・議員連盟
- 清和政策研究会
- 再チャレンジ支援議員連盟
- 83会